# Ved bræens rand
|  | Denne artikel er oprettet af botten Steenthbot ud fra en ekstern database. Den kan derfor have sproglige fejl eller mangler. Denne skabelon kan fjernes efter kontrol af indholdet. |

Ved bræens rand er en dansk dokumentarfilm fra 1970 instrueret af Frank Wenzel efter eget manuskript.

## Handling
Bræen ved Jakobshavn i Grønland. Dyrene, som lever i dens nærhed og i havet ved dens udløb. Kælvning og isbjerge.